# Катчалл
Катчалл (англ. Katchal, хинди कत्चल, Кар: तिहन्यु, Tihnyu) — остров в центральной части архипелага Никобарских островов. Максимальная длина острова — 19 км, ширина — 12 км. Площадь — 174,4 км². По данным переписи 2001 года население составляет 5386 человек. Наивысшая точка над уровнем моря: 227 м.
Из-за отдалённого расположения острова Катчалл и отсутствия контакта с остальным миром чужаки долгое время экономически эксплуатировали островитян. Чтобы прекратить их эксплуатацию, правительство Индии 2 апреля 1957 года объявило Никобарские острова заповедной зоной коренных племён (ATRA). Это сделало Никобарские острова недоступными для посторонних, и в настоящее время даже гражданам Индии для посещения островов требуется специальный пропуск племени. Из посторонних только государственным служащим, направленным на Катчалл, разрешается оставаться на острове.
Никобарские острова веками испытывали всевозможные внешние воздействия, потому что они расположены вдоль древнего международного морского торгового пути и были известны путешественникам и учёным с древних времён. Из-за этого острова подвергались на протяжении веков внешнему влиянию, которое воздействовало на их культуру и расу. Согласно новейшей истории, археологическая надпись, датируемая 1059 годом н. э., гласит, что Никобарские острова были частью тамильского королевства Чола. В 1869 году англичане завладели Никобарскими островами и сделал и их частью современной Индии.
Остров сильно пострадал от землетрясения и цунами в Индийском океане в 2004 году